# Prosper Marilhat
Prosper Marilhat (Vertaizon, 1811-París, 1847) fue un pintor orientalista francés.

## Biografía
Nació en Vertaizon, en Auvernia, el 26 de marzo de 1811. Su padre, un rico propietario, se instaló en Thiers en 1820, donde estudió Prosper Marilhat. Más adelante marchó a París y viajó por Egipto y Siria. Adscrito al orientalismo, falleció en París, loco, el 14 de septiembre de 1847 y fue enterrado en el cementerio del Père Lachaise.